# Nycheuma afrocognata
Nycheuma afrocognata är en insektsart som beskrevs av Asche 1988. Nycheuma afrocognata ingår i släktet Nycheuma och familjen sporrstritar. Inga underarter finns listade i Catalogue of Life.